# Perilissus fenellae
Perilissus fenellae är en stekelart som beskrevs av Carl Gustav Alexander Brischke 1888. Perilissus fenellae ingår i släktet Perilissus och familjen brokparasitsteklar. Inga underarter finns listade i Catalogue of Life.